# Галапагосский пингвин
Галапагосский пингвин (лат. Spheniscus mendiculus) — вид очковых пингвинов.
Галапагосский пингвин уникален среди остальных пингвиновых тем, что ареал — не антарктические и субантарктические районы, а находящиеся на экваторе Галапагосские острова. Температура воздуха в местах обитания колеблется в пределах +18—28°С, воды — +22—24 °С. Около 90 % из этих пингвинов обитают на островах Фернандина и Исабела.
Взрослые особи достигают роста около 50 см и веса около 2,5 кг. Основной рацион питания — мелкие рыбы, ракообразные.
У галапагосских пингвинов голова и спина чёрные, имеется белая полоса, идущая от горла вверх к голове и доходящая до глаз, спереди пингвины белые. Надклювье и кончик подклювья — чёрные, подклювье и кожа вокруг глаз — розовато-жёлтые.
Птицы высиживают яйца обычно 38—40 дней, попеременно самец с самкой. В возрасте 60—65 дней птенцы выходят в море со взрослыми особями. Гнездятся галапагосские пингвины рядом с водой.
Количество особей оценивается в 1500—2000 взрослых птиц.

## Галерея

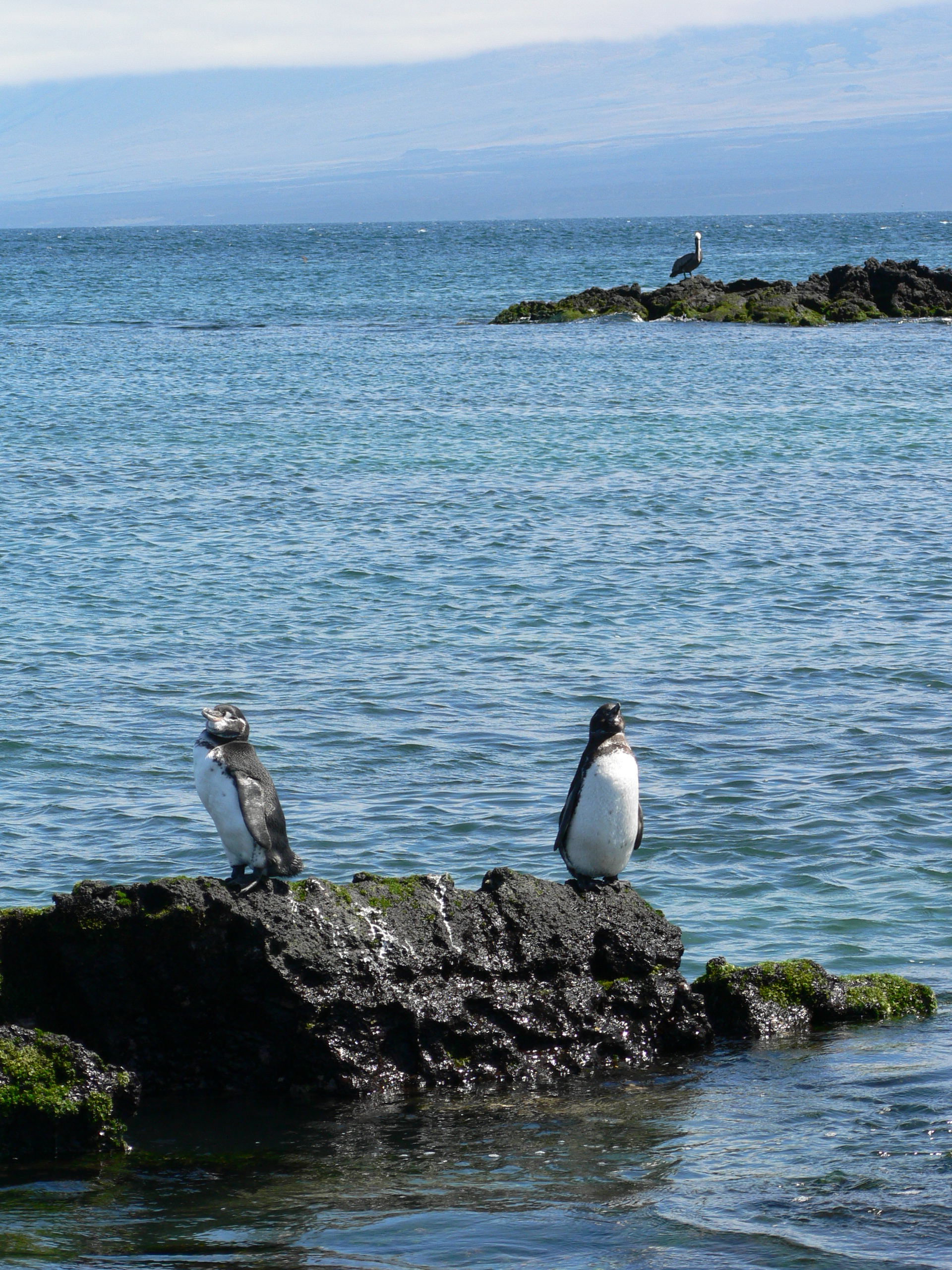
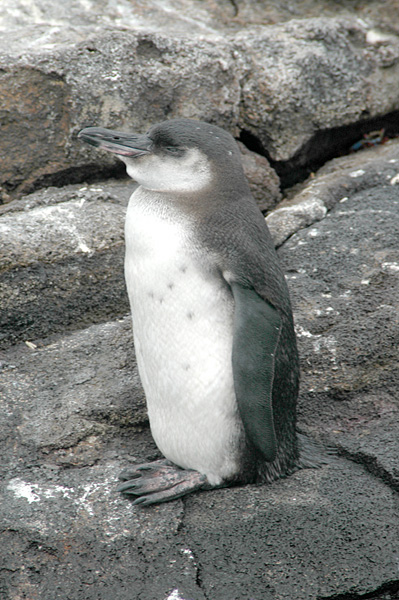
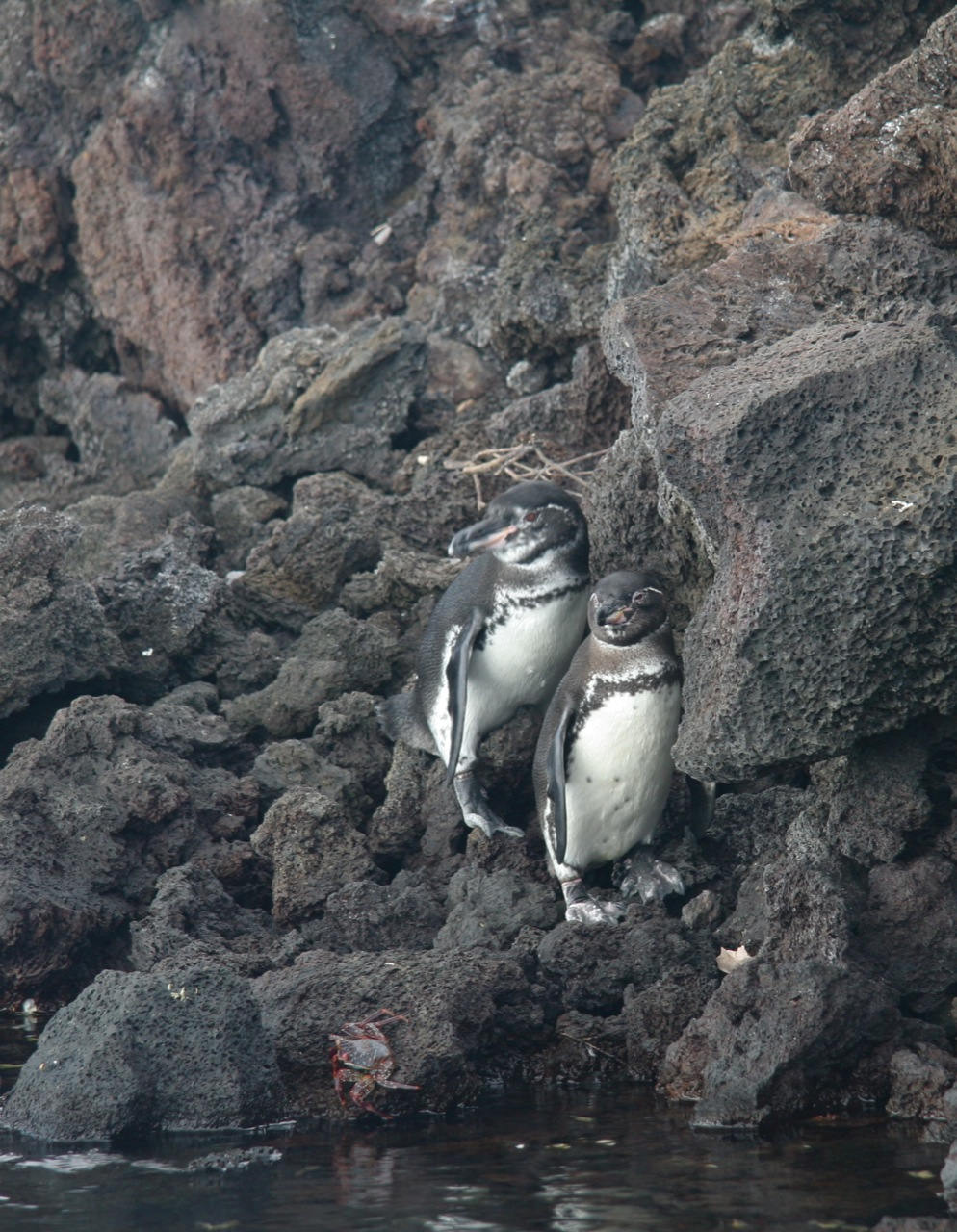